# Jaap Harten
Jacobus Cornelis (Jaap) Harten (Blaricum, 22 september 1930 – Den Haag, 2 december 2017) was een Nederlandse dichter en schrijver van romans en verhalen.

## Biografie
Harten werd door een jarenlange vriendschap met actrice Else Mauhs (1885-1959) aangezet tot schrijven. In 1954 debuteerde hij met de dichtbundel Studio in daglicht. In 1964 verscheen met de verhalenbundel Operatie Montycoat zijn eerste proza. Harten was gefascineerd door de stad Berlijn, die een belangrijke rol speelde in de roman De getatoeëerde Lorelei (1968). Over Mauhs publiceerde hij in 1984 de biografische roman Else Mauhs, de ontvoering van een legende.
De in Het Gooi geboren Harten woonde in Den Haag en werkte bij het Nederlands Letterkundig Museum en Documentatiecentrum. Hij leefde samen met de kunstschilder Oskar Lens (1930-2017), die hij reeds kende vanuit zijn jeugd. Van zijn vader, de importeur van Volvo Trucks, erfde hij een grote geldsom. Lens en hij richtten daarvan in 1988 het Jaap Harten Fonds op, een stichting die projecten in de Nederlandse kunst en letteren ondersteunt.. Ruim anderhalve maand na het overlijden van Lens in oktober 2017 overleed Harten in december 2017 op 87-jarige leeftijd. In februari 2018 bleek hij een miljoen euro te hebben nagelaten aan het Literatuurmuseum in Den Haag, en ook een miljoen aan het Stedelijk Museum in Amsterdam.

## Lijst van werken
- Studio in daglicht (1954)
- Een landhuis voor Dante (1956)
- Langs en over de aarde (1957)
- Beweging van het jaar (1960)
- Het spoor van de gele keizer (1962)
- Operatie Montycoat (1964)
- Totempaal (1966)
- De getatoeëerde Lorelei (1968)
- Garbo en de gebroeders Grimm (1969)
- Madame Tussaud in Berchtesgaden (1972)
- De groeten aan Truman Capote (1977)
- Wat kan een manser betalen? (1977)
- De pruim van Mae West en de kop van Jut (1979)
- Plaatselijke tijd (1980)
- Else Mauhs, de ontvoering van een legende (1984)
- Wie beweegt er nog in het mausoleum? (1992)
- Nadruk verboden (1995)
- Verzameld werk (2011), twee delen proza, een deel poëzie, gekozen door Hans Renders.